# بیوه‌مرغ جکسون
بیوه‌مرغ جکسون (نام علمی: Euplectes jacksoni) نام یک گونه از سرده جولاهای چندزنه است.